# Konstantin Osiuńkin
Konstantin Pawłowicz Osiuńkin (ros. Константин Павлович Осюнькин, ur. w lipcu 1901 w Rostowie nad Donem, zm. ?) – funkcjonariusz radzieckich organów bezpieczeństwa, generał major.

## Życiorys
W 1919 skończył szkołę realną w Rostowie nad Donem, pracował jako elektromonter w tym mieście, od stycznia 1920 członek RKP(b), w kwietniu 1920 wstąpił do Czeki, od lipca 1923 do lutego 1924 pomocnik pełnomocnika Dońskiego Oddziału GPU, od grudnia 1927 pracował w wydziałach transportowych GPU/OGPU, od kwietnia 1934 do maja 1937 szef oddziału Wydziału Transportowego PP OGPU/Zarządu NKWD Kraju Azowsko-Czarnomorskiego, od 22 marca 1936 porucznik bezpieczeństwa państwowego. Od maja 1937 w Wydziale Transportowym Głównego Zarządu Bezpieczeństwa Państwowego, później Głównym Zarządzie Transportowym NKWD ZSRR, od 2 grudnia 1937 starszy porucznik bezpieczeństwa państwowego, od 5 sierpnia 1939 do 27 lutego 1941 zastępca szefa Sekcji Śledczej GTU NKWD ZSRR, od 7 marca do 12 sierpnia 1941 zastępca szefa Wydziału 2 Sekcji Śledczej NKGB ZSRR, 15 lipca 1941 awansowany na kapitana bezpieczeństwa państwowego, od 17 grudnia 1942 do 20 kwietnia 1945 szef Wydziału Transportowego NKWD/NKGB Kolei Tomskiej, 11 lutego 1943 awansowany na podpułkownika bezpieczeństwa państwowego, 11 września 1943 pułkownika bezpieczeństwa państwowego, a 22 sierpnia 1944 komisarza bezpieczeństwa państwowego. Od 20 kwietnia do 25 października 1945 szef OKTO NKWD Kolei Dalekiego Wschodu, 9 lipca 1945 mianowany generałem majorem. Od października 1947 do 4 maja 1948 szef Zarządu Ochrony MGB Kolei Południowej.
5 maja 1948 aresztowany, 14 maja 1948 skazany na 5 lat więzienia, wykluczony z partii.

## Odznaczenia
- Order Lenina (29 lipca 1945)
- Order Czerwonego Sztandaru (3 listopada 1944)
- Order Czerwonego Sztandaru Pracy (24 listopada 1942)
- Odznaka "Honorowy Funkcjonariusz Czeki/GPU (XV)" (31 sierpnia 1937)

I medale.